# Emiliano Mammucari
Emiliano Mammucari (Velletri, 21 aprile 1975) è un fumettista, illustratore e scrittore italiano.

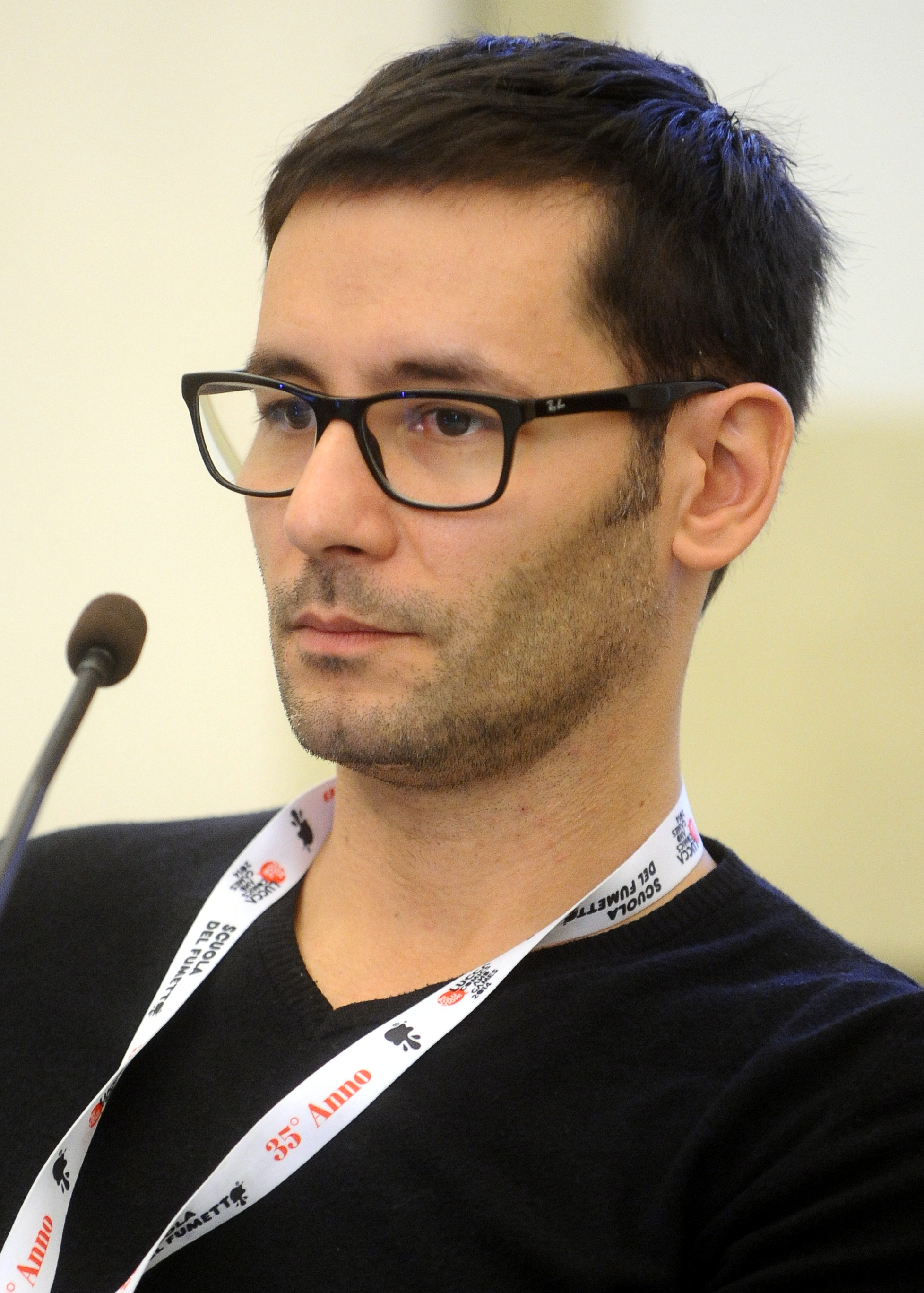
Emiliano Mammucari a Lucca Comics & Games 2014.

Attivo nel mondo del fumetto dal 1998. Collabora con Eura Editoriale (successivamente Editoriale Aurea) e con Sergio Bonelli Editore; per quest'ultima casa editrice, oltre a disegnare alcuni numeri di Napoleone e Jan Dix, nel 2013 crea graficamente la serie Orfani, insieme allo sceneggiatore Roberto Recchioni.

## Biografia
Nato a Velletri, Mammucari inizia a muovere i primi passi nel mondo delle illustrazioni a partire dal 1998, collaborando con l'etichetta Comic Art; l'anno seguente contribuisce a fondare, insieme ad altri esordienti, la casa editrice indipendente Montego, per la quale pubblica il suo primo lavoro a fumetti: il volume Povero Pinocchio (testi di Alessandro Bilotta). Sempre per la Montego Mammucari nel 2000 realizza anche la miniserie horror Il dono nero, di nuovo su testi di Bilotta, opera in tre volumi che ottiene dei riscontri positivi dalla critica. Successivamente, conclusasi l'esperienza Montego, inizia a collaborare con la rivista Selen (Edizioni 3ntini), e realizza illustrazioni per varie piccole case editrici.
Nel 2002 entra a far parte fin dalle prime fasi del progetto John Doe della Eura Editoriale, contattato, secondo quanto da lui stesso dichiarato, da Lorenzo Bartoli (co-creatore della serie insieme a Roberto Recchioni); Mammucari realizza i disegni del primo numero della serie, uscito nel giugno 2003.
Successivamente, inizia a collaborare con la Sergio Bonelli Editore, per la quale realizza prima due numeri della serie Napoleone (il 48 nel 2005 ed il 54 nel 2006), entrambi su testi di Carlo Ambrosini, e nel 2009 il numero 5 della miniserie Jan Dix (di nuovo su testi di Ambosini). Fra il 2009 e il 2010 la Bonelli gli commissiona inoltre tutte le copertine di Caravan, miniserie fantascientifica in 12 numeri creata da Michele Medda, di cui disegna anche il numero 10 (marzo 2010).
Sempre per la Bonelli, crea insieme a Roberto Recchioni la serie Orfani; di cui è autore grafico dei personaggi, dei veicoli e delle armi, oltre a realizzarne i disegni del primo numero, uscito nell'ottobre 2013 (la copertina del numero è peraltro di Massimo Carnevale, ricomponendo così il gruppo creativo del primo numero di John Doe).
A luglio 2015 esce "La nuova Alba dei morti viventi" su testi di Roberto Recchioni,  primo numero della collana Dylan Dog - i colori dell'incubo pubblicato da Sergio Bonelli Editore e Gazzetta dello sport.
Nel 2011 pubblica un libro per le edizioni Effequ, intitolato Lezioni spirituali per giovani fumettari.
Nell'ottobre 2016, in occasione di Lucca Comics & Games viene pubblicato da Comic Art Store il suo primo Sketchbook.
Nel 2017 scrive un ciclo di storie di Orfani dal titolo Orfani: Terra.
Nel 2021, insieme al fratello Matteo, crea la serie Nero, tutt'ora in corso.

## Opere

### Fumetti
- Povero Pinocchio - Storia di un bambino di legno (disegni, testi di Alessandro Bilotta), volume unico, Montego, 1999
- Il dono nero (disegni, testi di Alessandro Bilotta), 3 volumi, Montego, 2000
- Lorenzo Bartoli e Roberto Recchioni (testi), Emiliano Mammucari (disegni); La morte, l'universo e tutto quanto, in John Doe n. 1, Eura Editoriale, maggio 2003.
- Carlo Ambrosini (testi), Emiliano Mammucari (disegni); Angeli nella guerra, in Napoleone n. 48, Sergio Bonelli Editore, luglio 2005.
- Carlo Ambrosini (testi), Emiliano Mammucari (disegni); Al di là delle stelle, in Napoleone n. 54, Sergio Bonelli Editore, luglio 2006.
- Jan Dix, Sergio Bonelli Editore:
  - Jan Dix numero #5 (gennaio 2009) (disegni, testi di Carlo Ambrosini)
- Caravan (copertine di tutta la serie), 12 numeri, Sergio Bonelli Editore:
  - Caravan numero #10 (marzo 2010, disegni, testi di Michele Medda)
- Orfani (creatore grafico, coautore con Roberto Recchioni, copertinista dei volumi Bao Publishing e della seconda stagione della serie regolare), Sergio Bonelli Editore:
  - Orfani #1 (ottobre 2013, disegni, testi di Roberto Recchioni)
  - Orfani #12 (settembre 2014, disegni, testi di Roberto Recchioni)
  - Orfani: Ringo  #1 (ottobre 2014, disegni, testi di Roberto Recchioni)
  - Orfani: Terra #1 (gennaio 2017, testi, disegni di Alessio Avallone)
  - Orfani: Terra #2 (gennaio 2017, testi, disegni di Luca Genovese)
  - Orfani: Terra #3 (gennaio 2017, testi, disegni di Matteo Cremona)
  - Orfani: Speciale Terra (luglio 2018, testi, disegni di Luca Genovese)
- Dylan Dog - I colori della paura, Sergio Bonelli Editore e Gazzetta dello Sport:
  - La nuova Alba dei morti viventi (luglio 2015, disegni, testi di Roberto Recchioni)
  - Povero Pinocchio - Storia di un bambino di legno edizione XX anniversario (disegni, testi di Alessandro Bilotta), volume unico, Star Comics, 2019
- Zardo[9] (disegni, testi di Tiziano Sclavi), volume unico, Sergio Bonelli Editore, 2020
- Nero (2021)

### Libri
- Lezioni spirituali per giovani fumettari, Effequ, 2011, ISBN 9788889647776
- Sketchbook , Comic Art Store, 2016, ISBN 9791220016971
- Lezioni spirituali per giovani fumettari 2018, Star Comics, 2017, ISBN 9788822607119